# Франклін (округ, Техас)
Шаблон:StateAbbr_ 33°11′ пн. ш. 95°13′ зх. д. / 33.18° пн. ш. 95.22° зх. д.
Округ Франклін (англ. Franklin County) — округ (графство) у штаті Техас, США. Ідентифікатор округу 48159.

## Історія
Округ утворений 1875 року.

## Демографія
За даними перепису 2000 року загальне населення округу становило 9458 осіб, зокрема міського населення було 580, а сільського — 8878. Серед мешканців округу чоловіків було 4590, а жінок — 4868. В окрузі було 3754 домогосподарства, 2733 родин, які мешкали в 5132 будинках. Середній розмір родини становив 2,95.
Віковий розподіл населення поданий у таблиці:
| Стать    | До 15 років | 15-21 | 22-29 | 30-39 | 40-49 | 50-65 | 65-85 | Понад 85 |
| -------- | ----------- | ----- | ----- | ----- | ----- | ----- | ----- | -------- |
| Чоловіки | 904         | 471   | 387   | 616   | 640   | 830   | 688   | 54       |
| Жінки    | 943         | 397   | 389   | 578   | 671   | 879   | 848   | 163      |

## Суміжні округи
- Ред-Ривер — північ
- Тайтус — схід
- Кемп — південний схід
- Вуд — південь
- Гопкінс — захід
- Дельта — північний захід

## Виноски
1. ↑  Texas State Historical Association, Barkley R. R., Tyler R. C. Handbook of Texas — Texas State Historical Association, 1952. — ISBN 978-0-87611-151-2
2. ↑  U.S. Decennial Census. United States Census Bureau. Архів оригіналу за 26 квітня 2015. Процитовано 26 квітня 2015.
3. ↑  Texas Almanac: Population History of Counties from 1850–2010 (PDF). Texas Almanac. Процитовано 26 квітня 2015.
4. ↑  State & County QuickFacts. United States Census Bureau. Архів оригіналу за 5 жовтня 2011. Процитовано 16 грудня 2013. [Архівовано 2011-10-05 у Wayback Machine.](англ.) Наведено за англійською вікіпедією.
5. ↑  American FactFinder. Бюро перепису населення США. Архів оригіналу за 26 лютого 2012. Процитовано 31 січня 2008. [Архівовано 2008-05-21 у Wayback Machine.]

| США | Це незавершена стаття з географії США. Ви можете допомогти проєкту, виправивши або дописавши її. |